# Sergei Wladimirowitsch Kopylow
Sergei Wladimirowitsch Kopylow (russisch Сергей Владимирович Копылов; * 29. Juli 1960 in Tula) ist ein ehemaliger sowjetischer Bahnradsportler und dreifacher Weltmeister.

## Sportliche Laufbahn
Sergei Kopylow stammt aus einer radsportbegeisterten Familie, schon in jungen Jahren begann er mit dem Training auf der Radrennbahn in seiner Heimatstadt Tula. 1978 wurde er Junioren-Weltmeister im Sprint vor Michael Hotzan aus der DDR. sowie Vize-Weltmeister im 1000-Meter-Zeitfahren, nachdem er schon 1977 Vize-Weltmeister der Junioren im Sprint geworden war. Bei den Olympischen Sommerspielen 1980 in Moskau errang er Bronze im Sprint.
1981 gewann Sergei Kopylow den Sprint-Klassiker Grand Prix de Paris sowie in Brünn die Weltmeisterschaft im Sprint, im Zeitfahren belegte er den dritten Platz. 1982 wurde er zum zweiten Mal Weltmeister im Sprint, 1983 Amateur-Weltmeister im Zeitfahren auf der Bahn. Den Grand Prix Jerewan gewann er 1982, den Grand Prix Aeroflot 1983. 1984 konnte er ein weiteres Mal den Grand Prix de Paris für sich entscheiden, 1982 war er hinter Michael Hübner Zweiter geworden. Bei den SKDA-Meisterschaften im Radsport 1983 gewann er den Sprint. 1984 siegte er im Gran Caracol de Pista, dem damals bedeutendsten internationalen Bahnrennen in Südamerika. Kopylow startete während seiner gesamten Laufbahn für den Verein SKA Tula.

## Familiäres
Sein älterer Bruder Wiktor Kopylow war ebenfalls Bahnradsportler.